# Конрад фон Бойнебург
Конрад фон Бойнебург Старший (нем. Konrad von Boyneburg der Ältere, 24 сентября 1494, Бишхаузен — 29 июня 1567, Шельклинген) — предводитель немецких ландскнехтов в XVI в. Представитель династии Бойнебургов, основатель её баронской ветви.

## Происхождение
Его отцом был Рейнхарт фон Бойнебург, владевший землями в Вихмансхаузене, Бишхаузене и Рёрде, Людере (Фульдское аббатство) и Бонафорте. Он был судебным приставом в Грюнберге (1466 г.), с 1479 г. гессенским советником и гофмейстером, умер в 1504 г. во время осады Грос-Умштадта во время баварской междоусобицы. Матерью Конрада была Катарина (Магдалена), урождённая фон Бранденштейн.
У него была сестра Анна (р. 1479 г.) и два брата — Рейнхарт (ум. 1554 г.) и Георг.

## Биография
Имперский барон Конрад фон Бойнебург, также известный как «фон Бем(м)эльберг», родился в Бишхаузене в 1494 г. В 12-летнем возрасте вместе с соседским сыном Генрихом Треушем фон Буттларом из Бург Бранденфельс (ныне Зюдринггау) стал пажом при дворе герцога Вюртемберга Эберхарда II. Уже тогда он получил прозвище «маленький гессенец» и даже упоминался в документах как «Клейнхес».
В 1504 году Конрад фон Бойнебург присоединился к войску Вюртемберга в качестве «юнкера» и сражался под командованием герцога Ульриха на стороне Максимилиана I во время Ландсхутской войны. Затем в составе императорской армии воевал против Венецианской республики.
В 1514 году отличился в жестоком подавлении крестьянского восстания «Бедного Конрада». В 1515 году Бойнебург покинул двор Штутгарта после убийства его друга, франконского рыцаря и герцогского конюшего Ганса фон Гуттена Ульрихом после того, как Хаттен сообщил об измене своей жены Урсулы Тамб фон Нойбург с герцогом.

Портрет работы Петруса Дориси (1582 год).

Он временно вернулся в Ринггау, поступил на службу к ландграфу Гессена Филиппу I и в 1519 году сражался в армии Швабского союза против Ульриха Вюртембергского. Во время борьбы члена союза Франца фон Зиккингена против ландграфства Гессен в 1521 г. защищал небольшую крепость Штайн недалеко от Вормса от гессенцев.
Бойнебург познакомился с полевым капитаном Георгом фон Фрундсбергом и Фридрихом фон Фюрстенбергом и, вероятно, стал одним из их капитанов выступившего против северной Франции в 1521 г. войска. Зикинген, который якобы в 1522 г. также вошёл в их состав войско, но затем двинулся на Трир, в октябре 1522 г. был подвергнут имперской опале и скончался от ран 5 мая 1523 г. С имперской опалой полк Фюрстенберга не участвовал в боевых действиях, но в том же году поступил на имперскую службу Габсбургов и сражался во французской Бургундии.
После победы над герцогом Урбино Франческо Марией I у Мантуи Бойнебург выступил на Рим в армии Карла де Бурбона. Когда в марте 1526 г. у Фрундсберга случился инсульт, Бойнебург принял на себя верховное командование 35 отрядами наёмников, с которыми 6 мая 1527 г. захватил пригороды Рима Яникул и Сан-Спирито. Затем он штурмовал мост Сикста, который находился под обстрелом из пушек замка Святого Ангела. Поскольку немецким ландскнехтам удержали жалованье и запретили грабить мирное население, среди них вспыхнул бунт. Бойнебург, который был возмущен этими злоупотреблениями, сложил с себя командование, не сумев навести порядок и предотвратить будущие печально известные грабежи.
В 1530 году Бойнебург вернулся в Германию, после того как снова принял на себя верховное командование и освободил Неаполь, сопровождал императора на рейхстаге в Аугсбурге и был сделан «рыцарем золотой шпоры» Карлом V. Участвовал в завоевании Флоренции и воевал с османами в 1532 г.
В 1534 году он потерпел поражение и был ранен в битве при Лауффене, сражаясь с Филиппом Гессенским и Ульрихом Вюртембергским. В качестве награды в 1530 г. он получил залоговое право на поместья Эхинген, Шелклинген и Берг, в том числе Эхингенский городской дворец и замок Хоэншелклинген и другие владения недалеко от Аугсбурга.
В 1536 г. снова сражался против французов во время второй кампании в Риме. В 1542 г. он успешно сражался с турками, а в 1544 г. принял участие в дальнейших сражениях против Франции и в Шмалькальденской войне. Как организатор и опытный полевой полковник, в 1544/1545 гг. написал «Военный приказ для ландскнехтов». В 1557 году он помог Филиппу II выиграть битву при Сен-Квентине против французов. От короля Фердинанда I он получил звание «придворного военного советника» и «фельд-капитана».
Изготовленная примерно в 1535/40 г. оружейником из Ландсхута Вольфгангом Гросшелделем полевая кираса Бойнебурга сейчас хранится в Художественно-историческом музее Вены (отдел придворной охоты и арсенала).
Умер 29 июня 1567 года в построенном замке в Шелклингене, был похоронен в алтаре местной приходской церкви, где была приложена эпитафия, которая не сохранилась.
В 1571 году император Максимилиан II возвел его потомков в сан имперских баронов.

## Семья
В Шелклингене он женился на Сюзанне фон Нойхаузен, их потомки как бароны Бойнебург проживали на юге Германии вплоть до медиатизации в XIX в.. Его сын Конрад фон Бем (м) Эльберг Младший первоначально взял на себя залог Эхинген, Шелклинген и Берг. После отмены этого залога Австрией в 1568 г. он получил сеньорию Гогенбург-Биссинген (в 1661 г. была продана Эттинген-Валлерштейнам), после его смерти в 1591 г. семья через три года приобрела владения и замок Эрольцхайм в Верхней Швабии. Этот замок был главной резиденцией семьи, пока династия не вымерла 19 июля 1826 г со своим последним представителем Алоисом фон Бёммельбергом.

## В культуре
- Людвиг Бехштейн, «200 немецких мужчин в портретах и биографиях» — Лейпциг, 1854.